# Godzilla: Giant Monster March
Godzilla: Giant Monster March (ゴジラ 怪獣大進撃?, Godzilla: Kaijuu no Daishingeki, lett. "Godzilla: Marcia gigante mostruosa") è un videogioco di genere picchiaduro sviluppato da SIMS Co., Ltd. e pubblicato dalla SEGA per Sega Game Gear nel 1995. Ogni livello del gioco è ispirato ad un preciso film della saga di Godzilla.

## Livelli
Livello 1
Basato su Godzilla contro i giganti (1972)
Personaggi: Godzilla, Anguirus, King Ghidorah, Gigan
Livello 2
Basato su Godzilla vs. King Ghidorah (1991)
Personaggi: Godzilla, Super-X, Super-X2, Mothra, Mecha-King Ghidorah
Livello 3
Basato su Godzilla vs. Mechagodzilla (1993)
Personaggi: Godzilla, Fire Rodan, Garuda, Mechagodzilla
Livello 4
Basato su Godzilla vs. Space Godzilla (1994)
Personaggi: Godzilla, Moguera, SpaceGodzilla
Livello 5 (segreto)
Livello sbloccabile ottenendo il massimo punteggio in tutti i precedenti livelli
Basato su Godzilla (1954)
Personaggi: Godzilla